# 高尾宪司
高尾宪司（日语：／ Takao Kenji，1975年3月23日—），日本男子长跑运动员。他曾获得1998年亚洲运动会男子10000米金牌。他也参加了1997年东亚运动会，获得男子10000米项目的银牌。